# Chrysobothris semisculpta
Chrysobothris semisculpta är en skalbaggsart som beskrevs av Leconte 1860. Chrysobothris semisculpta ingår i släktet Chrysobothris och familjen praktbaggar. Inga underarter finns listade i Catalogue of Life.